# Pandora borea
Pandora borea är en svampart som först beskrevs av M.Z. Fan & Z.Z. Li, och fick sitt nu gällande namn av Z.Z. Li, B. Huang & M.Z. Fan 1997. Pandora borea ingår i släktet Pandora och familjen Entomophthoraceae.   Inga underarter finns listade i Catalogue of Life.